# Anthostomella flagellariae
Anthostomella flagellariae är en svampart som först beskrevs av Rehm, och fick sitt nu gällande namn av B.S. Lu & K.D. Hyde 2000. Anthostomella flagellariae ingår i släktet Anthostomella och familjen kolkärnsvampar.   Inga underarter finns listade i Catalogue of Life.